# Tsushima Maru

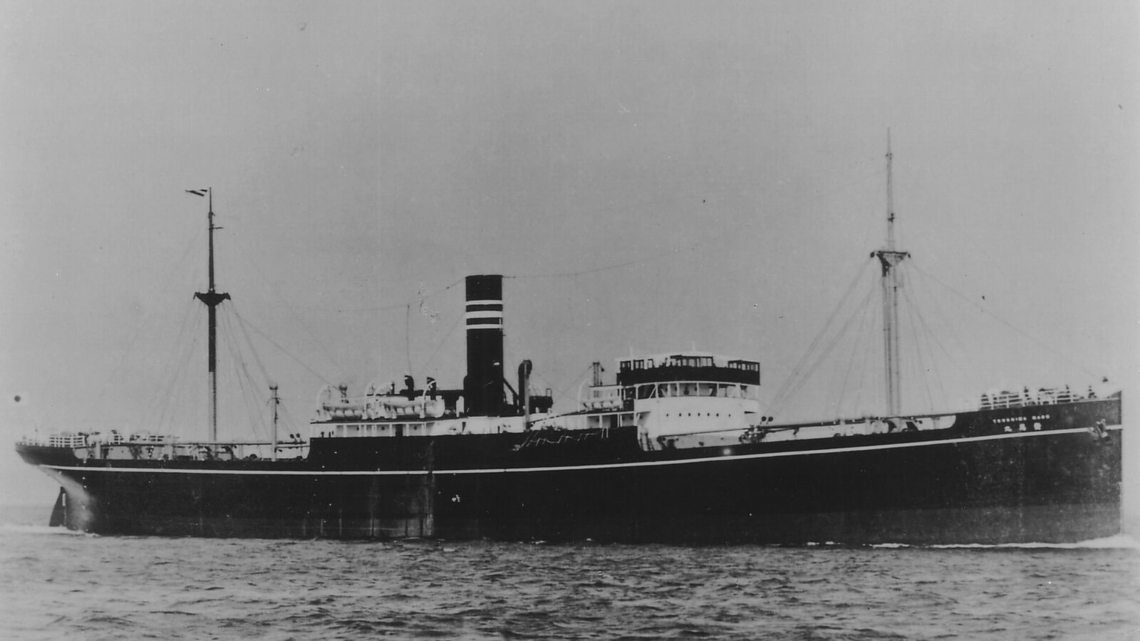

Tsushima Maru (in giapponese 対馬丸) era una nave da trasporto passeggeri nipponica affondata verso la fine della seconda guerra mondiale.
Nella sua rotta da Okinawa a Kagoshima, il 22 agosto 1944, fu colpita da un sommergibile americano, il USS Bowfin che ne causò l'affondamento.
A causa di ciò, persero la vita 1 484 civili, di cui 767 bambini studenti delle scuole elementari che facevano parte di un'operazione di sgombero dell'isola di Okinawa in previsione di una invasione americana; la nave, pur palesemente disarmata e non assimilabile a nessun tipo di naviglio militare venne comunque fatta oggetto di attacco.
La tragedia, di proporzioni immani data la conseguenza dell'affondamento, viene oggi ricordata in un museo, Tsushima Maru Memorial, che raccoglie foto e testimonianze dei sopravvissuti.